# Chrysomantis tristis
Chrysomantis tristis är en bönsyrseart som beskrevs av Max Beier 1930. Chrysomantis tristis ingår i släktet Chrysomantis och familjen Hymenopodidae. Inga underarter finns listade i Catalogue of Life.